# Боско Пизана (Рагуза)
Боско Пизана је насеље у Италији у округу Рагуза, региону Сицилија.
Према процени из 2011. у насељу је живело 53 становника. Насеље се налази на надморској висини од 95 м.